# Plan de numérotation téléphonique australien

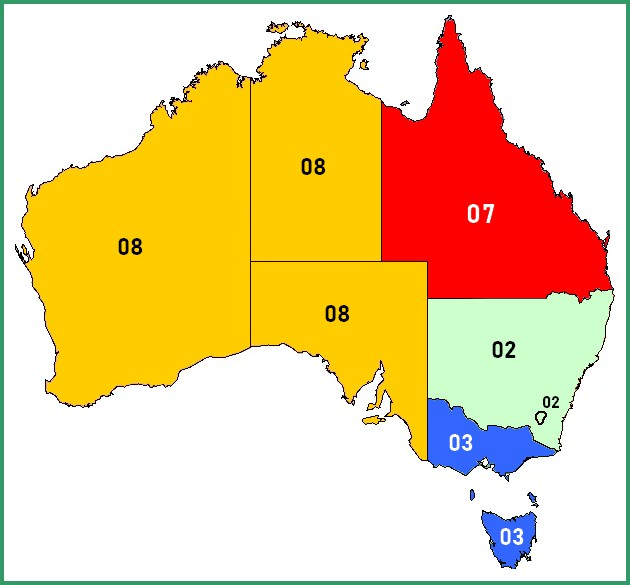
Indicatifs téléphoniques régionaux en Australie.

Le plan de numérotation téléphonique australien est l'ensemble des principes et conventions de détermination des numéros de téléphone en Australie. Il a été modifié à plusieurs reprises ; la dernière réorganisation effectuée par l’Australian Communications & Media Authority a eu lieu entre 1994 et 1998.

## Caractéristiques principales
Pour le téléphone fixe, l'Australie est divisée en quatre grandes zones géographiques. Trois d'entre elles regroupent plus d'un état ou territoire. À l’intérieur de ces quatre zones, tous les numéros de téléphone sont à huit chiffres ; ils sont généralement composés d'un code géographique à quatre chiffres plus un numéro individuel à quatre chiffres. Le numéro national complet se compose d'un indicatif régional à un chiffre suivi du numéro local à huit chiffres, soit au total neuf chiffres. En Australie, pour appeler un téléphone fixe dans une autre zone que celle où l'on se trouve (ainsi que depuis un téléphone portable), il faut d'abord composer le préfixe interurbain 0 suivi de l'indicatif régional, puis du numéro local. Ainsi, le numéro national complet (FNN) comporte dix chiffres dont le premier est zéro : 0. .... ....
- 00 : accès international et services d'urgence (voir ci-dessous pour plus de détails)
- 01 : services téléphoniques alternatifs
  - 014 : téléphones satellitaires
  - 0151 : service de sécurité publique
  - 0163 : numéros de téléavertisseur
  - 0198 : numéros de données (par exemple, 0198 308 888 est le numéro PoP commuté pour Telstra )
- 02 géographique : région Centre-Est ( Nouvelle-Galles du Sud et Territoire de la capitale australienne )
- 03 géographique : région Sud-Est ( Victoria et Tasmanie )
- 04 : services de téléphonie mobile ( 3G, 4G, 5G et GSM )
- 0550 : services de communication indépendants non géographiques
- 07 géographique : région Nord-Est ( Queensland )
- 08 géographique : région Centre et Ouest ( Australie-Méridionale, Territoire du Nord, Australie-Occidentale )
- 09 : service d’internet des objets
- 1 : numéros non géographiques (généralement uniquement réservés à un usage intérieur ; voir ci-dessous pour plus de détails)

Le plan de numérotation actuel semble suffisant pour faire face à l'augmentation potentielle de la demande pour une longue période. Les indicatifs régionaux 06 ne sont pas inutilisés. De plus, chaque indicatif régional actuel a de grandes plages de numéros non utilisés.
Pour appeler l'Australie depuis un autre pays du monde, il faut d'abord composer le code d'accès international local, puis le code de l'Australie (61), puis le numéro national à neuf chiffres. (Le symbole + peut être utilisé pour remplacer le code d'accès international, par exemple +61 3 .... .... pour un numéro dans la zone Victoria-Tasmanie ou +61 4.. ... ... pour un numéro de mobile). Certains numéros commençant par un 1 peuvent être composés directement après avoir composé le code d'accès international requis et l'indicatif du pays de l'Australie ( +61 ). (voir ci-dessous)
À l'intérieur de chaque zone locale australienne, les numéros  comportent huit chiffres, présentés conventionnellement sous la forme .... .... . Les numéros mobiles sont écrits sous la forme de dix chiffres, car lorsqu'ils sont composés en Australie, le code interurbain 0 doit être inclus ainsi que le 4 qui désigne le service du téléphone mobile. Les numéros mobiles s'écrivent conventionnellement 04.. ... ... . Si un numéro de téléphone fixe ou mobile est indiqué à l'intention d'un public international (par exemple, dans une signature d'e-mail ou sur un site Web), le numéro est généralement présenté comme suit : +61 . .... .... ou +61 4.. ... ...
(le code interurbain australien « 0 » n'est pas utilisé pour les appels faits depuis l'extérieur de l'Australie).

### Numéros géographiques
Numéros de téléphone fixe en Australie : En Australie, pour joindre un numéro d'une autre zone que la sienne, il faut d'abord composer le code 0, suivi de l'indicatif régional puis du numéro local à huit chiffres.
Dans les grands centres, les quatre premiers chiffres indiquent le CCA (zone de l'autocommutateur, en anglais : Call Collection Area), et les chiffres restants indiquent un numéro d'abonné (soit un maximum de 10 000 numéros pouvant être connectés). Les autocommutateurs plus petits, généralement situés dans les régions éloignées, peuvent être limités à la connexion de 100 numéros.
Pour appeler les numéros d'une même zone, il suffit de composer les huit chiffres du correspondant. Pour appeler un numéro d'une autre zone, il faut d'abord composer le 0, puis l'indicatif régional ( 2, 3, 7 ou 8 ) et enfin le numéro local à huit chiffres.
Les indicatifs régionaux ne correspondent pas forcément aux limites des États ou territoires. En Nouvelle-Galles du Sud, la très vaste région de Broken Hill utilise l'indicatif (08) suivi du 80.. et Wodonga, dans le Victoria, utilise l'indicatif régional de la Nouvelle-Galles du Sud (02). De la même façon, les villes frontalières de Nouvelle-Galles du Sud, notamment Deniliquin et Buronga, utilisent l'indicatif régional du sud-est (03).
Les autocommutateurs peuvent maintenant avoir un ou plusieurs préfixes et les nouvelles technologies permettent d'attribuer des groupes de numéros à des utilisateurs géographiquement éloignés, sans cohérence géographique. Les quatre premiers chiffres du numéro local n'ont donc plus forcément de valeur géographique.
Les lignes fixes utilisent un plan de numérotation ouvert : si le téléphone de l'appelant partage le même indicatif régional que le téléphone appelé, l'indicatif régional peut être omis. Par exemple, un appel du numéro (02) 5551 5678, vers le numéro (02) 7010 1111, sera obtenu si l'appelant compose uniquement le 7010 1111 . De la même façon, une personne qui compose le 7010 5678 sur un téléphone fixe ou mobile à Melbourne (c'est-à-dire dans la zone 03 ) sera connecté au 03 7010 5678 . Pour cette raison, les numéros de téléphone fixe sont souvent indiqués sans l'indicatif régional.
Il est fortement recommandé aux utilisateurs de téléphone mobile australiens d'enregistrer les numéros sous leur forme complète (avec l'indicatif régional). De cette façon, s'ils changent de zone, il ne pas y avoir de confusion avec le même numéro d'une autre zone.

### Téléphones portables
En Australie, les numéros de téléphone mobile commencent par 04 ou 05 (l'indicatif national australien 0, plus l'indicateur mobile 4 ou 5) suivi de huit chiffres. On écrit généralement le numéro sous la forme : 04.. ... ... en Australie, ou sous la forme +61 4.. ... ... pour l'international. Bien que ce format puisse être considéré comme incorrect, il a été adopté par les opérateurs de téléphonie mobile car les trois premiers chiffres permettaient  d'identifier clairement l'opérateur. La mise en place de la transférabilité du numéro de téléphone mobile le 25 septembre 2001 a rendu impossible cette identification par les trois premiers chiffres.
En 2015, le préfixe 05 (à l'exception du 05 50) a également été attribué aux téléphones mobiles numériques. Toutefois, aucun numéro n'a encore été attribué avec ce préfixe en 2022.
En Australie, les numéros mobiles doivent toujours être composés avec les 10 chiffres, quel que soit la localisation de l'appelant.

## Numéros géographiques
Les zones géographiques suivantes peuvent être identifiées avec les premiers chiffres du numéro local.

### Région Centre Est (02)
- 02 33 : Gosford, Côte centrale [geo 1]
- 02 37 : Armidale, Tamworth, Plateaux du Nord [geo 2]
- 02 38 : Bowral, Crookwell, Goulburn, Marulan
- 02 39 : Griffith, Wagga Wagga, Riverina
- 02 40 : Newcastle, Lower Hunter [geo 3]
- 02 41 : Newcastle, Lower Hunter
- 02 42 : Wollongong
- 02 43 : Gosford, Côte centrale
- 02 44 : Baie de Batemans, Moruya, Nowra
- 02 45 : Windsor, Richmond
- 02 46 : Campbelltown
- 02 47 : Penrith, Montagnes Bleues
- 02 48 : Bowral, Crookwell, Goulburn, Marulan
- 02 49 : Newcastle, Lower Hunter
- 02 50 : Albury, Corryong, Wodonga
- 02 51 : Canberra, Queanbeyan, Yass
- 02 52 : Canberra, Queanbeyan, Yass
- 02 53 : Bathurst, Orange
- 02 54 : Bega, Merimbula, Tathra, Cooma
- 02 55 : Port Macquarie, Kempsey, Taree, Île Lord Howe, Muswellbrook [geo 4]
- 02 56 : Murwillumbah, Grafton, Lismore
- 02 57 : Armidale, Tamworth, Plateaux du Nord
- 02 58 : Bourke, Dubbo, Far West
- 02 59 : Griffith, Wagga Wagga, Riverina
- 02 60 : Albury, Corryong, Wodonga
- 02 61 : Canberra, Queanbeyan, Yass
- 02 62 : Canberra, Queanbeyan, Yass
- 02 63 : Bathurst, Orange, Cowra
- 02 64 : Bega, Merimbula, Tathra, Cooma
- 02 65 : Port Macquarie, Kempsey, Taree, île Lord Howe, Muswellbrook
- 02 66 : Coffs Harbour, Grafton, Lismore, Murwillumbah
- 02 67 : Armidale, Glen Innes, Gunnedah, Inverell, Moree, Narrabri, Tamworth
- 02 68 : Bourke, Dubbo, Cobar
- 02 69 : Griffith, Wagga Wagga, Riverina
- 02 7 : Sydney
- 02 8 : Sydney
- 02 9 : Sidney

### Région Sud-Est (03)
- 03 32 : Geelong, Colac
- 03 33 : Ballarat
- 03 34 : Bendigo
- 03 40 : Mildura, Balranald
- 03 41 : Traralgon, Bairnsdale
- 03 42 : Geelong, Colac
- 03 43 : Ballarat
- 03 44 : Bendigo
- 03 45 : Warrnambool
- 03 47 : Wangaratta
- 03 48 : Deniliquin, Numurkah, Shepparton
- 03 49 : Mornington
- 03 50 : Mildura, Balranald
- 03 51 : Traralgon, Bairnsdale
- 03 52 : Colac, Geelong
- 03 53 : Ballarat
- 03 54 : Bendigo
- 03 55 : Warrnambool, Casterton, Portland
- 03 56 : Drouin, Foster, Warragul, Wonthaggi
- 03 57 : Wangaratta
- 03 58 : Deniliquin, Shepparton
- 03 59 : Mornington, Pakenham, Rosebud, Warburton, Yarra Ranges
- 03 61 : Hobart
- 03 62 : Hobart
- 03 63 : Launceston
- 03 64 : Devonport, Burnie, Queenstown
- 03 65 : Devonport, Burnie, Queenstown
- 03 67 : Launceston
- 03 7 : Melbourne
- 03 8 : Melbourne
- 03 9 : Melbourne

### Région Nord-Est (07)
- 07 2 : Brisbane, Bribie Island
- 07 3 : Brisbane, Bribie Island
- 07 40 : Cairns, Extrême-Nord du Queensland
- 07 41 : Bundaberg, Kingaroy, Maryborough
- 07 42 : Cairns
- 07 43 : Bundaberg, Kingaroy
- 07 44 : Townsville, Nord du Queensland
- 07 45 : Toowoomba, Roma, sud-ouest
- 07 46 : Toowoomba, Rome, Sud-Ouest
- 07 47 : Townsville, Nord du Queensland
- 07 48 : Rockhampton, Mackay
- 07 49 : Rockhampton, Mackay, Gladstone
- 07 52 : Sunshine Coast, Esk, Nambour, Gatton, Caboolture
- 07 53 : Sunshine Coast, Esk, Nambour, Gatton, Caboolture
- 07 54 : Sunshine Coast, Esk, Nambour, Gatton, Caboolture
- 07 55 : Gold Coast, Tweed Heads (NSW), Beaudesert
- 07 56 : Gold Coast, Beaudésert
- 07 57 : Gold Coast, Beaudésert
- 07 70 : Cairns, Extrême nord du Queensland
- 07 75 : Inglewood, Toowoomba
- 07 76 : Inglewood, Toowoomba
- 07 77 : Townsville, Queensland du Nord
- 07 79 : Rockhampton, Mackay, Gladstone

### Région Centre et Ouest (08)
- 08 25 : Riverland, Murraylands
- 08 26 : Ceduna
- 08 51 : Port Hedland
- 08 52 : Perth
- 08 53 : Perth
- 08 54 : Perth
- 08 55 : Bullsbrook Est, Northam, Pinjarra ( Mandurah )
- 08 58 : Albany
- 08 60 : Kalgoorlie, Merredin, Goldfields-Esperance
- 08 61 : Perth
- 08 62 : Perth
- 08 63 : Perth
- 08 64 : Perth
- 08 65 : Perth
- 08 66 : Moora
- 08 67 : Bridgetown, Bunbury
- 08 68 : Albany
- 08 69 : Geraldton
- 08 70 : Adélaïde
- 08 71 : Adélaïde
- 08 72 : Adélaïde
- 08 73 : Adélaïde
- 08 74 : Adélaïde
- 08 75 : Riverland, Murraylands
- 08 76 : Ceduna
- 08 77 : Sud-Est
- 08 78 : Centre Nord
- 08 79 : Territoire du Nord ( Alice Springs, Darwin )
- 08 80 : Broken Hil (NSW)
- 08 81 : Adélaïde
- 08 82 : Adélaïde
- 08 83 : Adélaïde
- 08 84 : Adélaïde
- 08 85 : Riverland, Murraylands
- 08 86 : Ceduna
- 08 87 : Sud Est
- 08 88 : Centre Nord
- 08 89 : Territoire du Nord (Alice Springs, Darwin)
- 08 90 : Kalgoorlie
- 08 91 : Derby [inc. Cocos/Keeling et îles Christmas . ]
- 08 92 : Perth
- 08 93 : Perth
- 08 94 : Perth
- 08 95 : Bullsbrook Est, Northam, Pinjarra (Mandurah)
- 08 96 : Mora
- 08 97 : Bunbury, Busselton, Bridgetown, Colley
- 08 98 : Albany
- 08 99 : Géraldton

## Numéros non géographiques

### Numéros de téléphone portable (04, 05)
Chaque compagnie de téléphonie mobile s’était vue attribuer les séries de numéros indiqué ci-dessous. Cependant, l'avènement de la portabilité du numéro mobile fait qu'un numéro individuel peut avoir été transféré ; les premiers chiffres n'indiquent alors plus l'opérateur. Il existe également de nombreux opérateurs de réseau mobile virtuel qui utilisent les numéros de leur grossiste ou qui peuvent avoir leurs propres séries.
L'ACMA prévoyait d’ouvrir le "05" pour les numéros mobiles en 2017, car la série du "04" risquait d'être épuisée. En 2022, aucun numéro de ce type n'a encore été introduit.
| y     | y     | y     | y     | y     | 0          | 0          | 0          | 0          | 0          | 0          | 0          | 0          | 0        | 0        | 1        | 1        | 1        | 1        | 1        | 1        | 1        | 1        | 1        | 1        | 2        | 2        | 2        | 2        | 2        | 2        | 2        | 2       | 2       | 2       | 3        | 3        | 3        | 3        | 3        | 3        | 3        | 3        | 3        | 3        | 4        | 4        | 4        | 4        | 4        | 4        | 4        | 4        | 4        | 4        | 5        | 5        | 5        | 5        | 5        | 5        | 5        | 5        | 5        | 5        | 6        | 6        | 6        | 6        | 6        | 6        | 6        | 6        | 6        | 6        | 7       | 7       | 7       | 7       | 7       | 7       | 7       | 7       | 7       | 7       | 8       | 8       | 8       | 8       | 8       | 8       | 8       | 8       | 8       | 8       | 9          | 9          | 9          | 9          | 9          | 9          | 9          | 9          | 9          | 9          |
| z     | z     | z     | z     | z     | 0          | 1          | 2          | 3          | 4          | 5          | 6          | 7          | 8        | 9        | 0        | 1        | 2        | 3        | 4        | 5        | 6        | 7        | 8        | 9        | 0        | 1        | 2        | 3        | 4        | 5        | 6        | 7       | 8       | 9       | 0        | 1        | 2        | 3        | 4        | 5        | 6        | 7        | 8        | 9        | 0        | 1        | 2        | 3        | 4        | 5        | 6        | 7        | 8        | 9        | 0        | 1        | 2        | 3        | 4        | 5        | 6        | 7        | 8        | 9        | 0        | 1        | 2        | 3        | 4        | 5        | 6        | 7        | 8        | 9        | 0       | 1       | 2       | 3       | 4       | 5       | 6       | 7       | 8       | 9       | 0       | 1       | 2       | 3       | 4       | 5       | 6       | 7       | 8       | 9       | 0          | 1          | 2          | 3          | 4          | 5          | 6          | 7          | 8          | 9          |
| ----- | ----- | ----- | ----- | ----- | ---------- | ---------- | ---------- | ---------- | ---------- | ---------- | ---------- | ---------- | -------- | -------- | -------- | -------- | -------- | -------- | -------- | -------- | -------- | -------- | -------- | -------- | -------- | -------- | -------- | -------- | -------- | -------- | -------- | ------- | ------- | ------- | -------- | -------- | -------- | -------- | -------- | -------- | -------- | -------- | -------- | -------- | -------- | -------- | -------- | -------- | -------- | -------- | -------- | -------- | -------- | -------- | -------- | -------- | -------- | -------- | -------- | -------- | -------- | -------- | -------- | -------- | -------- | -------- | -------- | -------- | -------- | -------- | -------- | -------- | -------- | -------- | ------- | ------- | ------- | ------- | ------- | ------- | ------- | ------- | ------- | ------- | ------- | ------- | ------- | ------- | ------- | ------- | ------- | ------- | ------- | ------- | ---------- | ---------- | ---------- | ---------- | ---------- | ---------- | ---------- | ---------- | ---------- | ---------- |
| 040yz | 040yz | 040yz | 040yz | 040yz | Telstra    | Telstra    | Telstra    | Telstra    | Telstra    | Telstra    | Telstra    | Telstra    | Telstra  | Telstra  | Optus    | Optus    | Optus    | Optus    | Optus    | Optus    | Optus    | Optus    | Optus    | Optus    | Optus    | Optus    | Optus    | Optus    | Optus    | Optus    | Optus    | Optus   | Optus   | Optus   | Optus    | Optus    | Optus    | Optus    | Optus    | Optus    | Optus    | Optus    | Optus    | Optus    | Vodafone | Vodafone | Vodafone | Vodafone | Vodafone | Vodafone | Vodafone | Vodafone | Vodafone | Vodafone | Vodafone | Vodafone | Vodafone | Vodafone | Vodafone | Vodafone | Vodafone | Vodafone | Vodafone | Vodafone | Vodafone | Vodafone | Vodafone | Vodafone | Vodafone | Vodafone | Vodafone | Vodafone | Vodafone | Vodafone | Telstra | Telstra | Telstra | Telstra | Telstra | Telstra | Telstra | Telstra | Telstra | Telstra | Telstra | Telstra | Telstra | Telstra | Telstra | Telstra | Telstra | Telstra | Telstra | Telstra | Telstra    | Telstra    | Telstra    | Telstra    | Telstra    | Telstra    | Telstra    | Telstra    | Telstra    | Telstra    |
| 041yz | 041yz | 041yz | 041yz | 041yz | Vodafone   | Vodafone   | Vodafone   | Vodafone   | Vodafone   | Vodafone   | Vodafone   | Vodafone   | Vodafone | Vodafone | Optus    | Optus    | Optus    | Optus    | Optus    | Optus    | Optus    | Optus    | Optus    | Optus    | Optus    | Optus    | Optus    | Optus    | Optus    | Optus    | Optus    | Optus   | Optus   | Optus   | Optus    | Optus    | Optus    | Optus    | Optus    | Optus    | Optus    | Optus    | Optus    | Optus    | Vodafone | Vodafone | Vodafone | Vodafone | Vodafone | Vodafone | Vodafone | Vodafone | Vodafone | Vodafone | Vodafone | Vodafone | Vodafone | Vodafone | Vodafone | Vodafone | Vodafone | Vodafone | Vodafone | Vodafone | Vodafone | Vodafone | Vodafone | Vodafone | Vodafone | Vodafone | Vodafone | Vodafone | Vodafone | Vodafone | Telstra | Telstra | Telstra | Telstra | Telstra | Telstra | Telstra | Telstra | Telstra | Telstra | Telstra | Telstra | Telstra | Telstra | Telstra | Telstra | Telstra | Telstra | Telstra | Telstra | Telstra    | Telstra    | Telstra    | Telstra    | Telstra    | Telstra    | Telstra    | Telstra    | Telstra    | Telstra    |
| 042yz | 042yz | 042yz | 042yz | 042yz | *          | *          | Vodafone   | Vodafone   | Vodafone   | Vodafone   | Vodafone   | Vodafone   | Vodafone | Vodafone | Optus    | Optus    | Optus    | Optus    | Optus    | Optus    | Optus    | Optus    | Optus    | Optus    | Optus    | Optus    | Optus    | Optus    | Optus    | Optus    | Optus    | Optus   | Optus   | Optus   | Optus    | Optus    | Optus    | Optus    | Optus    | Optus    | Optus    | Optus    | Optus    | Optus    | Vodafone | Vodafone | Vodafone | Vodafone | Vodafone | Vodafone | Vodafone | Vodafone | Vodafone | Vodafone | Vodafone | Vodafone | Vodafone | Vodafone | Vodafone | Vodafone | Vodafone | Vodafone | Vodafone | Vodafone | Vodafone | Vodafone | Vodafone | Vodafone | Vodafone | Vodafone | Vodafone | Vodafone | Vodafone | Vodafone | Telstra | Telstra | Telstra | Telstra | Telstra | Telstra | Telstra | Telstra | Telstra | Telstra | Telstra | Telstra | Telstra | Telstra | Telstra | Telstra | Telstra | Telstra | Telstra | Telstra | Telstra    | Telstra    | Telstra    | Telstra    | Telstra    | Telstra    | Telstra    | Telstra    | Telstra    | Telstra    |
| 043yz | 043yz | 043yz | 043yz | 043yz | Vodafone   | Vodafone   | Vodafone   | Vodafone   | Vodafone   | Vodafone   | Vodafone   | Vodafone   | Vodafone | Vodafone | Optus    | Optus    | Optus    | Optus    | Optus    | Optus    | Optus    | Optus    | Optus    | Optus    | Optus    | Optus    | Optus    | Optus    | Optus    | Optus    | Optus    | Optus   | Optus   | Optus   | Vodafone | Vodafone | Vodafone | Vodafone | Vodafone | Vodafone | Vodafone | Vodafone | Vodafone | Vodafone | Optus    | Optus    | Optus    | Optus    | Optus    | Optus    | Optus    | Optus    | Optus    | Optus    | Optus    | Optus    | Optus    | Optus    | Optus    | Optus    | Optus    | Optus    | Optus    | Optus    | Telstra  | Telstra  | Telstra  | Telstra  | Telstra  | Telstra  | Telstra  | Telstra  | Telstra  | Telstra  | Telstra | Telstra | Telstra | Telstra | Telstra | Telstra | Telstra | Telstra | Telstra | Telstra | Telstra | Telstra | Telstra | Telstra | Telstra | Telstra | Telstra | Telstra | Telstra | Telstra | Telstra    | Telstra    | Telstra    | Telstra    | Telstra    | Telstra    | Telstra    | Telstra    | Telstra    | Telstra    |
| 044yz | 044yz | 044yz | 044yz | 044yz | Spare      | Spare      | Spare      | Spare      | Spare      | Spare      | Spare      | Spare      | Spare    | Spare    | Spare    | Spare    | Spare    | Spare    | Spare    | Spare    | Spare    | Spare    | Spare    | Spare    | Spare    | Spare    | Spare    | Spare    | Spare    | Spare    | Spare    | Spare   | Spare   | Spare   | Spare    | Spare    | Spare    | Spare    | Spare    | Spare    | Spare    | Spare    | Spare    | Spare    | Spare    | Spare    | Spare    | Spare    | T        | *        | Spare    | Spare    | Spare    | Spare    | Spare    | Spare    | Spare    | Spare    | Spare    | Spare    | Spare    | Spare    | Spare    | Spare    | Spare    | Spare    | Spare    | Spare    | Spare    | Spare    | Spare    | Spare    | Spare    | Spare    | Telstra | Telstra | Telstra | Telstra | Telstra | Telstra | Telstra | Telstra | Telstra | Telstra | Telstra | Telstra | Telstra | Telstra | Telstra | Telstra | Telstra | Telstra | Telstra | Telstra | Vodafone   | Vodafone   | Vodafone   | Vodafone   | Vodafone   | Vodafone   | Vodafone   | Vodafone   | Vodafone   | Vodafone   |
| 045yz | 045yz | 045yz | 045yz | 045yz | Vodafone   | Vodafone   | Vodafone   | Vodafone   | Vodafone   | Vodafone   | Vodafone   | Vodafone   | Vodafone | Vodafone | Vodafone | Vodafone | Vodafone | Vodafone | Vodafone | Vodafone | Vodafone | Vodafone | Vodafone | Vodafone | Vodafone | Vodafone | Vodafone | Vodafone | Vodafone | Vodafone | Vodafone | Spare   | Spare   | Spare   | Spare    | Spare    | Spare    | Spare    | Spare    | Spare    | Spare    | Spare    | Spare    | Spare    | Spare    | Spare    | Spare    | Spare    | Spare    | Spare    | Spare    | Spare    | Spare    | Spare    | Telstra  | Telstra  | Telstra  | Telstra  | Telstra  | Telstra  | Telstra  | Telstra  | Telstra  | Telstra  | Telstra  | Telstra  | Telstra  | Telstra  | Telstra  | Telstra  | Telstra  | Telstra  | Telstra  | Telstra  | Telstra | Telstra | Telstra | Telstra | Telstra | Telstra | Telstra | Telstra | Telstra | Telstra | Telstra | Telstra | Telstra | Telstra | Telstra | Telstra | Telstra | Telstra | Telstra | Telstra | Telstra    | Telstra    | Telstra    | Telstra    | Telstra    | Telstra    | Telstra    | Telstra    | Telstra    | Telstra    |
| 046yz | 046yz | 046yz | 046yz | 046yz | Telstra    | Telstra    | Telstra    | Telstra    | Telstra    | Telstra    | Telstra    | Telstra    | Telstra  | Telstra  | Spare    | Spare    | Spare    | Spare    | Spare    | Spare    | Spare    | Spare    | Spare    | Spare    | Spare    | Spare    | Spare    | Spare    | Spare    | Spare    | Spare    | Spare   | Spare   | Spare   | Spare    | Spare    | Spare    | Spare    | Spare    | Spare    | Spare    | Spare    | Spare    | Spare    | Spare    | Spare    | Spare    | Spare    | Spare    | Spare    | Spare    | Spare    | Spare    | Spare    | Spare    | Spare    | Spare    | Spare    | Spare    | Spare    | Spare    | Spare    | Spare    | Spare    | Optus    | Optus    | Optus    | Optus    | Optus    | Optus    | Optus    | Optus    | Optus    | Optus    | Telstra | Telstra | Telstra | Telstra | Telstra | Telstra | Telstra | Telstra | Telstra | Telstra |         |         |         | Optus   | Optus   | Optus   | Optus   | Optus   | Optus   | Optus   | Lycamobile | Lycamobile | Lycamobile | Lycamobile | Lycamobile | Lycamobile | Lycamobile | Lycamobile | Lycamobile | Lycamobile |
| 047yz | 047yz | 047yz | 047yz | 047yz | Lycamobile | Lycamobile | Lycamobile | Lycamobile | Lycamobile | Lycamobile | Lycamobile | Lycamobile | Spare    | Spare    | Spare    | Spare    | Spare    | Spare    | Spare    | Spare    | Spare    | Spare    | Spare    | Spare    | Spare    | Spare    | Spare    | Spare    | Spare    | Telstra  | Telstra  | Telstra | Telstra | Telstra | Telstra  | Telstra  | Telstra  | Telstra  | Telstra  | Telstra  | Telstra  | Telstra  | Telstra  | Telstra  | Telstra  | Telstra  | Telstra  | Telstra  | Telstra  | Telstra  | Telstra  | Telstra  | Telstra  | Telstra  | Telstra  | Telstra  | Telstra  | Telstra  | Telstra  | Telstra  | Telstra  | Telstra  | Telstra  | Telstra  | Telstra  | Telstra  | Telstra  | Telstra  | Telstra  | Telstra  | Telstra  | Telstra  | Telstra  | Telstra  | Telstra | Telstra | Telstra | Telstra | Telstra | Telstra | Telstra | Telstra | Telstra | Telstra | Optus   | Optus   | Optus   | Optus   | Optus   | Optus   | Optus   | Optus   | Optus   | Optus   | Optus      | Optus      |            |            |            |            |            |            |            |            |
| 048yz | 048yz | 048yz | 048yz | 048yz | T          | Spare      | Spare      | Spare      | Spare      | Spare      | Spare      | Spare      | Spare    | Spare    | Optus    | Optus    | Optus    | Optus    | Optus    | Optus    | Optus    | Optus    | Optus    | Optus    | Optus    | Spare    | Spare    | Spare    | Telstra  | Telstra  | Telstra  | Telstra | Telstra | Telstra | Telstra  | Telstra  | Telstra  | Telstra  | Telstra  | Telstra  | Telstra  | Telstra  | Telstra  | Telstra  | Telstra  | Telstra  | Telstra  | Telstra  | Telstra  | Telstra  | Telstra  | Telstra  | Telstra  | Telstra  | Spare    | Spare    | Spare    | Spare    | Spare    | Spare    | Spare    | Spare    | Spare    | Spare    | Spare    | Spare    | Spare    | Spare    | Spare    | Spare    | Spare    | Spare    | Spare    | Spare    | Telstra | Telstra | Telstra | Telstra | Telstra | Telstra | Telstra | Telstra | Telstra | Telstra | Telstra | Telstra | Telstra | Telstra | Telstra | Telstra | Telstra | Telstra | P       | T       | *          |            |            |            |            |            |            |            | *          | P          |
| 049yz | 049yz | 049yz | 049yz | 049yz | Telstra    | Telstra    | Telstra    | Telstra    | Telstra    | Telstra    | Telstra    | Telstra    | Telstra  | Telstra  | Telstra  | Telstra  | Telstra  | Telstra  | Telstra  | *        |          |          | Telstra  | Telstra  | Telstra  | Telstra  | Telstra  | Telstra  | Telstra  | Telstra  | Telstra  | Telstra | Telstra | Telstra | Telstra  | Telstra  | Telstra  | Telstra  | Telstra  | Telstra  | Telstra  | Spare    | Spare    | Spare    | Spare    | Spare    | Spare    | Spare    | Spare    | Spare    | Spare    | Spare    | Spare    | Spare    | Spare    | Spare    | Spare    | Spare    | Spare    | Spare    | Spare    | Spare    | Spare    | Spare    | Spare    | Spare    | Spare    | Spare    | Spare    | Spare    | Spare    | Spare    | Spare    | Spare    | Telstra | Telstra | Telstra | Telstra | Telstra | Telstra | Telstra | Telstra | Telstra | Telstra | Telstra | Telstra | Telstra | Telstra | Telstra | Telstra | Telstra | Telstra | Telstra | Telstra | Telstra    | Telstra    | Telstra    | Telstra    | Telstra    | Telstra    | Telstra    | Telstra    | Telstra    | Telstra    |

| Multi | Intervalle                  | Fournisseur                                            |
| ----- | --------------------------- | ------------------------------------------------------ |
| 04200 | 0420 000 000 – 0420 019 999 | RailCorp                                               |
| 04200 | 0420 020 000 – 0420 029 999 | Dialogue Communications Pty Limited                    |
| 04200 | 0420 030 000 – 0420 039 999 | Symbio Network Pty Ltd                                 |
| 04200 | 0420 040 000 – 0420 089 999 | Spare                                                  |
| 04200 | 0420 090 000 – 0420 099 999 | CLX                                                    |
| 04201 | 0420 100 000 – 0420 109 999 | Pivotel Satellite Pty Ltd                              |
| 04201 | 0420 110 000 – 0420 119 999 | COMPATEL Limited                                       |
| 04201 | 0420 120 000 – 0420 199 999 | Spare                                                  |
| 04445 | 0444 500 000 – 0444 599 999 | MBLOX                                                  |
| 04888 | 0488 800 000 – 0488 899 999 | Pivotel (abrégé en "P" ci-dessus)                      |
| 04890 | 0489 000 000 – 0489 099 999 | Novatel Téléphony Pty Ltd                              |
| 04898 | 0489 800 000 – 0489 839 999 | Spare                                                  |
| 04898 | 0489 840 000 – 0489 849 999 | VicTrack                                               |
| 04898 | 0489 850 000 – 0489 899 999 | Spare                                                  |
| 04899 | 0489 900 000 – 0489 999 999 | Pivotel (abrégé en "P" ci-dessus)                      |
| 04915 | 0491 500 000 – 0491 519 999 | Messagebird                                            |
| 04915 | 0491 520 000 – 0491 569 999 | Spare                                                  |
| 04915 | 0491 570 000 – 0491 579 999 | Autorité australienne des communications et des médias |
| 04915 | 0491 580 000 – 0491 599 999 | Spare                                                  |

Les numéros 0491 570 156, 0491 570 157, 0491 570 158, 0491 570 159 et 0491 570 110 sont réservés à un usage fictif (œuvres audiovisuelles).

### Numéros de téléphone satellite (014)
Les numéros commençant par "01 4" sont principalement utilisés pour les services de téléphonie par satellite. Le préfixe "01 4" était auparavant utilisé comme code d'accès pour de téléphone mobile AMPS à 9 chiffres.
Le préfixe 01471 est attribué au service satellite ITERRA.
Les numéros de préfixe 0145 sont utilisés par le réseau Optus en Australie. Cela concerne les services mobiles par satellite MobileSat et Thuraya.
Les préfixes 0141, 0142, 0143, 0145 et 0147 sont réservés aux services satellitaires ; le reste de la série du préfixe 014 n'est pas attribuée pour l'instant. Il n'y a pas beaucoup de demande pour ces services, et de nombreux téléphones satellites ont maintenant des numéros de téléphone portable normaux (préfixe 04 ), il est donc peu probable que toute la gamme du 014 soit attribuée aux services satellites.

### Services de communication non localisés (0550)
Ces numéros sont réservés à la technologie Voix sur IP, ils fonctionnent comme un numéro fixe mais ne sont pas attribués à une zone géographique précise. Il est possible que ces numéros soient confondus avec les numéros mobiles à l'avenir car ils offrent des fonctionnalités similaires. En effet, la déclinaison de juillet 2012 du plan de numérotation a alloué le reste de la gamme 05 à la numérotation mobile numérique.

### Numéros pour la télématique (0198)
Tous les appels vers les numéros commençant par 0198 ont le coût d'un appel local, comme les numéros en 13 et en 1300, qui sont utilisés pour les numéros d'accès aux fournisseurs de services Internet. Ils sont utilisés à la fois avec des modems commutés et RNIS.

### Service de sécurité publique (0151)
Un service de sécurité publique désigne un service de télécommunications utilisé par une personne reconnue exploitant un service d’appel d’urgence, tel que défini à l’article 19 de la Telecommunications Act 1997, pour l’aider à fournir ce service.
Les préfixes des services de sécurité publique sont 01510 et 01513, avec le format 0151n ...., où n peut être 0 ou 3. Ces numéros seront disponibles à partir du 24 mars 2025, date à laquelle le Telecommunications Numbering Plan 2025 remplacera le Telecommunications Numbering Plan 2015.

### Service d’internet des objets (09)
Les services d’internet des objets sont des services de télécommunications utilisés pour des appareils et applications connectés à internet, à destination des consommateurs et des entreprises, et nécessitent l’utilisation de la téléphonie vocale et/ou des services de messagerie, en plus des services de données (protocole internet et hors protocole internet).
Les préfixes des services d’internet des objets sont 0900, 0910, 0920, 0930 et 0940. Ces numéros seront disponibles à partir du 24 mars 2025, date à laquelle le Telecommunications Numbering Plan 2025 remplacera le Telecommunications Numbering Plan 2015.

### Numéros obsolètes
La plupart des numéros non utilisés ont été supprimés du plan de numérotation des télécommunications de 2015.
Le préfixe 0163 est toujours attribué aux téléavertisseurs.

## Numéros non géographiques (usage national)
Les numéros suivants ne sont généralement pas accessibles depuis les autres pays, ils ne sont utilisés que dans la numérotation nationale :
- 000 – urgences (police, pompiers, ambulance)
- 106 – urgence ATS (pour les malentendants)
- 11 – services communautaires
  - 1100 - Dial Before You Dig (pour éviter d'endommager par inadvertance les câbles souterrains ou les infrastructures lors de terrassements)
  - 112 - accès alternatif aux services d'urgence (police, pompiers, ambulance ; accessible depuis les téléphones portables GSM uniquement)
  - 119. - services d'information (par exemple, le 1194 était le numéro de l'horloge parlante (n'est plus disponible depuis le 1er octobre 2019) et le 1196 était le numéro de la météo (n'est plus disponible depuis le 1er octobre 2019))
- 12 – services réseau
  - 1221 – service international de signalement des pannes
  - 1222 - service des frais d'appel et des renseignements
  - 1223 – assistance-annuaire
  - 1225 – assistance-annuaire internationale
  - 123. - services d'opérateur premium (par exemple, 1234 est l'assistance personnelle de Sensis)
  - 124.. - autres services d'opérateur (par exemple, le 12456 est le Sensis Call Connect)
  - 125... - services mobiles Telstra (par exemple , 125111 est le service client mobile Telstra)
  - 1268., 1268 .... et 1268 ... ... – services de réseau interne
  - 127 - numéros de test (par exemple , 12722123 lit votre numéro à partir d'une ligne Telstra, 12723123 lit votre numéro pour une ligne Optus) (sa longueur varie), composez le 12722199 puis raccrochez et l'appel est renvoyé par le central (utilisé pour tester la fonctionnalité du combiné)
  - 1282 – service d'information sur les appels
  - 128.. – service d'information sur les appels
- 13 .. .. et 1300 ... ... – appels "tarif local", sauf pour les utilisateurs de Vis sur IP et de téléphones portables
- 1345 .... - appels à tarif local (utilisés uniquement pour les systèmes d'alarme pilotée)
- 14.. - préfixes de remplacement de l'opérateur (par exemple, 1411 est le préfixe de remplacement pour le réseau Telstra ; voir ci-dessous pour plus de détails)
- 180 .... et 1800 ... ... – appel gratuit
- 183. - préfixes de remplacement de l'identification de l'appelant ( 1831 bloque l'envoi de l'identifiant de l'appelant tandis que 1832 débloque l'envoi de l'identifiant de l'appelant)
- 188 .... - SMS Premium (replacé par la gamme 19 )
- 189 .. – service de carte d'appel
- 19 .. .. et 19.. .... – SMS Premium
- 190. ... ... - services surtaxés (généralement 1902 et 1900)

### Numéros des services d'urgence (000, 106, 112)
Le 000 est le numéro de téléphone d'urgence principal en Australie. Les numéros d'urgence secondaires sont le 106 (à utiliser par les malentendants avec un terminal TTY) et le numéro de téléphone d'urgence mobile GSM international le 112.
La publicité faite en Australie pour le numéro 112 a créé une confusion sur les numéros d'urgence. Ce numéro d'urgence secondaire ne fonctionne pas avec les lignes fixes ni avec d'autres technologies. Afin d'inciter à utiliser le 000, les téléphones mobiles importés en Australie doivent être programmés pour traiter le 000 de la même manière que le 112 (c'est-à-dire numérotation avec verrouillage des touches activé, utilisation de n'importe quel opérateur, routage préférentiel, etc. ). Avec les téléphones plus anciens ou rapportés de l'étranger (par exemple en itinérance depuis un autre pays), le 000 risque de ne pas bénéficier d'un traitement prioritaire.

### Tarifs locaux et numéros Libres (13, 180)
L'Australie utilise le préfixe 1800 pour les numéros d'appel gratuits à 10 chiffres. Il est comparable au préfixe 1–800 nord-américain du NANPA mais, en Amérique du Nord, le 1 est le préfixe de l'interurbain et 800 est l'indicatif régional. Le 1800 en Australie est lui-même un "indicatif régional virtuel" (avant l'introduction des numéros à 8 chiffres, l'indicatif d'appel gratuit était 008 ). Il existe également des numéros gratuits à sept chiffres commençant par 180 - les seuls numéros actuellement attribués commencent par 1802.
Les numéros 13 et 1300 sont appelés « numéros à tarification locale » ou SmartNumbers. Ils sont également appelés priority 13 et priority 1300. Ils fonctionnent dans de vastes zones (voir l'ensemble de l'Australie) et sont facturés à faible coût dans une zone donnée. Par exemple, une entreprise peut obtenir le numéro 139999 et demander à l'opérateur de le configurer de telle sorte que les appels passés à Melbourne soient acheminés vers leur numéro de Melbourne, les appels passés à Brisbane vers leur numéro de Brisbane et les appels passés n'importe où ailleurs en Australie vers leur numéro de Sydney, le tout moyennant un tarif local pour l'appelant. Les numéros en 13 n'étaient pas disponibles avant l'introduction de l'actuel plan de numérotation local à 8 chiffres. Les entreprises cherchant des numéro locaux ont tendance à se tourner vers les numéro en "1300". Ces numéros sont appelés « Tarif Local » et non « numéro Local ». Ils ne sont pas forcément facturés au prix d'un appel local : en effet, de nombreux forfaits téléphoniques (fixes et mobiles) n'incluent pas ces numéros et les facturent à un tarif plus élevé.
Les numéros 1800, 1300 et 13 permette de facturer l'appelé au lieu de l'appelant. Avec un numéro en 13 et un numéro en 1300 les frais sont plus élevés pour le propriétaire du numéro courts, alors qu'il n'y a aucune différence de coût pour l'appelant. Un appel vers un 1800 est gratuit lorsqu'il est composé depuis un téléphone fixe et un téléphone portable depuis 2014. La façon dont les numéros 13 et 1300 sont facturés dépend du forfait mobile individuel.

### Numéros surtaxés (19)
Le 190. (à ne pas confondre avec le 0198 ) est le préfixe des services surtaxés. Avant l'introduction des numéros locaux à 8 chiffres, le préfixe était le 0055. Les numéros en 190 permettent la facturation d'un service proposé par le fournisseur. C'est soit une tarification à la minute (limité à 5,50 $ par minute) soit une tarification fixe (jusqu'à 38,50 $ par appel). Cette dernière méthode est souvent utilisée pour les services de télécopie.
Les autres numéros commençant par 19 sont utilisés pour les services de SMS surtaxés. Le coût d'un SMS standard (généralement 25c) peut aller  de 55 centimes pour une utilisation dans les jeux concours jusqu'à plusieurs dollarsdans d'autres utilisations, telles que les enchères uniques.

## Accès international
Le principal préfixe international est le 0011 (le format international E.164 est pris en charge et permet de composer le symbole « + »).
Il existe d'autres codes pour utiliser d'autres opérateurs :
- 0014 pour le réseau Primus ;
- 0018 pour le réseau Telstra ;
- 0019 pour le réseau Optus.

## Codes de sélection de l'opérateur
Ces numéros à quatre chiffres sont composés avant le numéro de destination pour choisir un opérateur autre que le fournisseur de services de l'abonné. Par exemple, pour utiliser le fournisseur AAPT pour appeler un numéro à Tokyo, au Japon, les abonnés doivent composer le 1414 0011 81 3 .... ...., ou pour utiliser Optus pour appeler un numéro à Perth, ils composeraient le 1456 08 .... .... . Il n'est assuré que tous les préfixes fonctionnent dans tous les cas car tous les opérateurs n'ont pas conclu d'accords d'interconnexion entre eux.
- 1410 – Telstra
- 1411 – Telstra
- 1412 - TPG (anciennement, carillon)
- 1413 – Telstra
- 1414 - TPG (anciennement AAPT)
- 1415 – Vodafone
- 1422 – Premier Technologies
- 1423 – TPG (anciennement Soul Pattinson)
- 1428 – Verizon Australie
- 1431 – Vodafone Hutchison
- 1434 – Réseaux Symbio
- 1441 – TPG (anciennement Soul Pattinson)
- 1447 – TransACT
- 1450 – Pivotel
- 1455 – Netsip
- 1456 – Optus
- 1464 – TPG (anciennement agile)
- 1466 – Primus
- 1468 – Telpacifique
- 1469 – Lycamobile
- 1474 – Powertel
- 1477 – Vocus
- 1488 – Symbio Networks
- 1499 – Virtuel

## Autres numéros et codes

### Numéros de test
- Numéros de test de ligne fixe Telstra
  - 12722123 - lecture du dernier numéro de téléphone fixe connecté ou actuel (ajouter 1832 devant pour les numéros privés)
  - 12722199 - rappeler le numéro de téléphone fixe actuel
- Numéros de test des téléphones publics Telstra
  - 12722101 - ne coûtera qu'1 ¢ par unité de temps
  - 0488076353 - testera la fonction SMS du téléphone
- Numéros de test des lignes fixes Optus
  - 1272312 - lecture du dernier numéro de téléphone fixe connecté ou actuel
  - 1272399 - rappeler le numéro de téléphone fixe actuel
- Depuis d'autres abonnés, y compris les fournisseurs de voix sur IP
  - 1800801920 - lecture du dernier numéro de téléphone fixe connecté ou actuel
- Autre
  - 12711 – nom de l'opérateur interurbain actuel

## Plans de numérotation historiques

### Années 2010
De nombreux  numéros anciens ont été officiellement supprimés du plan de numérotation dans sa version de 2015 :
- les numéros de téléphone 018 AMPS,
- les numéros personnels en 0500,
- les préfixes inutilisés tels que le 114.

### Années 1990
Les numéros en  0055 étaient auparavant des numéros surtaxés, mais ont été remplacés par des numéros en 190,  avant 1999.
L'indicatif régional libre initial était le 008, il devient le 1800.
L'assistance-annuaire utilisait différents numéros: 013 pour les appels locaux, 0175 pour les autres appels nationaux et 0103 pour l'international. Les deux numéros nationaux ont été remplacés par le 1223, tandis que le 0103 a été remplacé par le 1225.
Le 011 permettait le choix de l'opérateur. Le 0011 est devenu plus tard le code d'accès à l'international.
Le 014 était à l'origine le numéro de l'horloge parlant (puis le 1104 ), il devient le 1194 en 1976.
Le 0176 permettait le choix de l'opérateur depuis un téléphone public. Il est devenu le code pour les appels en PCV.

### Années 1960
À l'époque, les numéros de téléphone australiens n'avaient pas plus de six chiffres.
Jusqu'au début des années 1960, le premier ou les deux premiers chiffres des numéros de téléphone des zones métropolitaines étaient alphabétiques. Chaque lettre correspondait à un numéro du cadran du téléphone. Chaque code à une lettre ou à deux lettres  correspondait à une zone urbaine. Les zones rurales étaient desservies par des connexions manuelles, ou par une seule ligne automatique pour toute la localité, de sorte que les numéros ruraux et régionaux ne comportaient pas ces préfixes à deux lettres. L'utilisation d'une combinaison lettre-chiffre servait également d'aide-mémoire car elle était plus facile à retenir pour les utilisateurs de l'époque.
Au Royaume-Uni, on utilisait la norme UK Director qui associait deux ou trois lettres à chaque numéro du cadrans téléphonique. L'Australie utilisait un système différent. Les lettres étaient associées aux dix chiffres disponibles du cadran en fonction de leur nom tel qu'il est prononcé en anglais. Il ne pouvait pas y avoir de confusion avec aucune des neuf autres lettres de l'alphabet.
Dans la mesure où les chiffres 1 et 0 (dix) n'ont pas été utilisés en première position, cela a laissé à la compagnie de téléphone une possibilité de 8 régions avec des centraux principaux et jusqu'à dix sous-centraux dans chaque zone métropolitaine, soit un total de 80 centraux individuels à 10 000 numéros chacun. Cette organisation ne permettait que 800 000 "numéros" individuels dans toute zone métropolitaine concernée. Cette capacité limitée a nécessité la création d'un système de numérotation à sept ou huit chiffres afin d'autoriser plus de "numéros" dans chaque zone.
L'ancien code alphanumérique était très différent du système actuel utilisé pour les messages SMS : [pas clair]
- A = 1 ;
- B = 2 ;
- F = 3 ;
- J = 4 ;
- L = 5 ;
- M = 6 ;
- U = 7 ;
- W = 8 ;
- X = 9 ;
- Y = 0.

Les lettres ne correspondaient jamais au nom du standard. Par exemple, le préfixe pour Essendon était FU (qui correspond à 37 et qui est devenu plus tard le 37. [puis le 937. ]. Les nombres à sept chiffres ont commencé à apparaître dès 1960 et étaient tous présentés de façon numériques dès le départ. Il y avait encore des numéros à six chiffres et au moins un numéro à cinq chiffres à Melbourne jusqu'en 1989. Dans les années 1990 ils étaient tous passés à sept chiffres. Footscray a utilisé des numéros à six chiffres avec le code 68 jusqu'en 1987, date à laquelle ils ont été remplacés par le 687 ou le 689.